# اوسویوس
اوسویوس (به انگلیسی: Osoyoos) یک منطقهٔ مسکونی در کانادا است که در اوکناگن، بریتیش کلمبیا واقع شده‌است. اوسویوس ۸٫۷۶ کیلومتر مربع مساحت و ۵٬۰۸۵ نفر جمعیت دارد و ۲۸۳ متر بالاتر از سطح دریا واقع شده‌است.